# Johnnie Cochran

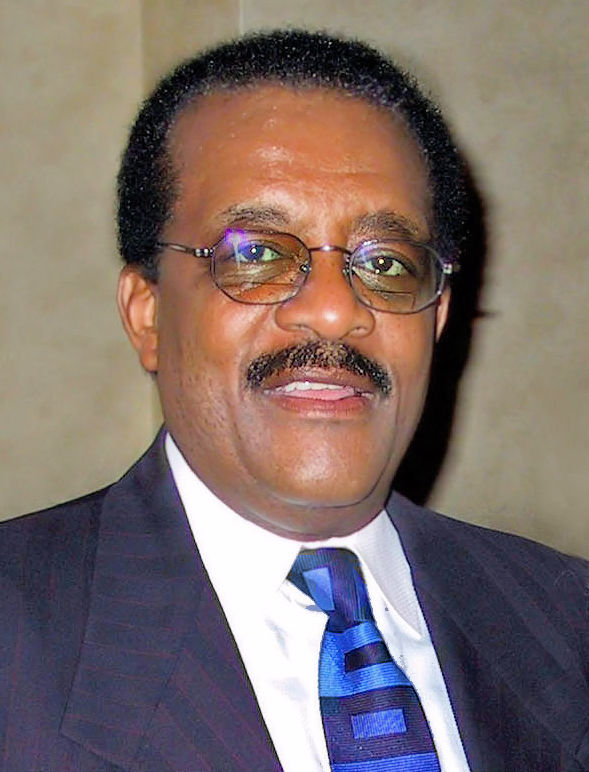
Johnnie Cochran

Johnnie Lee Cochran Jr. (Shreveport, 2 oktober 1937 – Los Angeles, 29 maart 2005) was een Amerikaans advocaat. Hij haalde het wereldnieuws toen door zijn verdienste O.J. Simpson werd vrijgesproken van de moord op zijn echtgenote Nicole Brown Simpson en haar vriend Ronald Goldman. Daarnaast verdedigde hij onder andere muzikanten Sean Combs (omkoping), Michael Jackson (kindermisbruik) en Snoop Dogg (moord), voormalig wereldkampioen boksen Riddick Bowe en atlete Marion Jones (doping).
Cochran kwam bekend te staan als de advocaat die iedereen vrij kon krijgen, ongeacht hoe slecht het er voor iemand uit leek te zien. Zijn speerpunt tijdens zijn verdediging van Simpson was dat de handschoenen gedragen door de moordenaar hem niet pasten ("If it doesn't fit, you must acquit").
Cochran stierf op zijn 67e aan een hersentumor.

## Cochran als cultuurverschijnsel
In films en televisieseries staat Cochrans naam synoniem voor de mogelijkheid schuldig te zijn en toch vrij te komen door hem in te huren. In die hoedanigheid wordt hij genoemd in onder meer de films Lethal Weapon 4, Showtime, Charlie's Angels: Full Throttle en Jackie Brown. In de animatieserie South Park werd Cochran als tekenfilmfiguur opgevoerd in een parodie op zijn "If it doesn't fit, you must acquit"-verdediging, genaamd de Chewbacca defense. De geanimeerde Cochran stelt daarin dat het onlogisch is dat de meer dan twee meter lange Chewbacca op de planeet Endor woont tussen de zestig centimeter lange Ewoks (zie Star Wars) en als de jury dat ook vindt, ze zijn cliënt vrij dienen te spreken. Ondanks dat zijn vergelijking totaal niets te maken heeft met de zaak.